# دافيت كوتشولافا
دافيت كوتشولافا (بالجورجية: დავით ხოჭოლავა) هو لاعب كرة قدم جورجي في مركز قلب الدفاع ولد في يوم 8 فبراير 1993 في مدينة تبيليسي عاصمة جورجيا، يلعب حالياً مع نادي شاختار دونتسك وسبق له اللعب مع نادي سابورتالو تبيليسي ونادي ميتالورغي روستافي ونادي سيوني بولنيسي ونادي دينامو تبليسي وشوكورا كوبوليتي وتشورنومورتس أوديسا.

## روابط خارجية
- دافيت كوتشولافا على موقع الاتحاد الأوربي (الإنجليزية)
- دافيت كوتشولافا على موقع اتحاد أوكرانيا (الإنجليزية)
- دافيت كوتشولافا على موقع قاعدة بيانات كرة القدم.إي يو (الإنجليزية)
- دافيت كوتشولافا على موقع ناشيونال فوتبول تيمز (الإنجليزية)
- دافيت كوتشولافا على موقع Soccerway.com (الإنجليزية)
- دافيت كوتشولافا على موقع عالم كرة القدم.نت (الإنجليزية)
- دافيت كوتشولافا على موقع AS.com (الإسبانية)